# Tomahawk (Medienplayer)
Tomahawk ist ein Open-Source-Medienplayer für die Betriebssysteme Windows, macOS und Linux.
Merkmal der Software ist insbesondere die Suchfunktion für Musik in verschiedenen Streamingdiensten. Zudem kann das Programm auch als Peer-to-Peer-Client verwendet werden. Die Entwicklung wurde im Jahr 2017 eingestellt.

## Hintergrund
Die Einbindung der verschiedenen Streamingdienste ist technisch über Software-Plug-ins realisiert (sogenannte Content-Resolver-Plug-ins).
Die erste Version 0.0.1 wurde am 25. März 2011 veröffentlicht. Anfang 2017 wurden die Entwicklungen am Projekt eingestellt. Die ehemalige offizielle Projekt-Webseite www.tomahawk-player.org ist genauso wie das ehemalige Community-Portal www.toma.hk nicht mehr erreichbar.

## Unterstützte Streamingdienste
Die Software unterstützt die folgenden Streamingdienste: Spotify, YouTube, Jamendo, Grooveshark, Last.fm, SoundCloud, ownCloud, 4shared, Dilandau, Official.fm, Ampache, Subsonic, Google Play Music, Beats Music, Beets, Rdio (derzeit nur für Android), Deezer (derzeit nur für Android).